# Coordenação dos Movimentos e Frente Patriótica de Resistência
Coordenação dos Movimentos e Frente Patriótica de Resistência (em francês:  Coordination des mouvements et Front patriotique de résistance, CM-FPR) é uma associação de movimentos armados ativos durante a Guerra do Mali.
A CM-RPF foi formada em 21 de julho de 2012 e reúne Ganda Koy, Ganda Izo e as Forças de Libertação das Regiões Norte do Mali (FLN), cujos combatentes são compostos na sua maioria pelas comunidades negras, principalmente peúles e songais.
O braço político do Ganda Izo é presidido por Mohamed Attaib Boubacar Sidibé. Ganda Izo está associado ao Grupo de Autodefesa Tuaregue Ingade e Aliados (GATIA) e à ala lealista do Movimento Árabe de Azauade (MAA). Esta aliança foi formalizada pela Plataforma de 24 de junho de 2014 assinada em Argel. Ganda Izo é o mais ativo Movimento de Comunidades Negras no território.
No entanto, parte do movimento, chamado de CM-FPR2, reúne os rebeldes da Coordenação dos Movimentos de Azauade (CMA). 